# 宮津站
宮津站（日语：／ Miyazu eki */?）是一位於京都府宮津市，由京都丹後鐵道經營的鐵路車站，車站編號為14。本站是京都丹後鐵道旗下三條鐵道路線的交匯站及終點站，停靠所有班次的列車。車站原為日本國鐵所擁有，1990年由民營化後的西日本旅客鐵道轉移至北近畿丹後鐵道接管，2015年4月1日再轉籍至京都丹後鐵道。
由於本站是京都丹後鐵道所有路線的交匯站，因此車站編號不設前綴，亦是唯一純以數字作車站編號的車站。

## 途經路線
- 京都丹後鐵道

- 宮津線（宫舞線、宮豐線）

- 過往宮津線一體化時為中途站，分拆後名義上是兩線的終點站，但按現時時間表，由於大部份班次仍為兩線直通，故仍可視為中途站，而列車停站時間亦較其他車站為長。

- 宮福線

- 終點站，昔通及快速列車全以本站為起訖，特急列車則除首班上行及末班下行外，均會直通運轉至宮豐線的天橋立站為止。

## 車站結構
各月台、軌道面向西舞鶴方向以西南方向延伸。島式、對向式3面4線月台的地面車站。丹鐵線內15個有人站之一，是丹鐵直營站。

### 月台配置
| 月台 | 路線    | 目的地                         | 備註                       |
| ---- | ------- | ------------------------------ | -------------------------- |
| 3    | ■宮舞線 | 丹後由良、西舞鶴方向           |                            |
| 2    | ■宮豐線 | 天橋立、網野、久美濱、豐岡方向 |                            |
| 1    | ■宮豐線 | 天橋立、網野、久美濱、豐岡方向 | 宮福線開抵的直通、折返始發 |
| 1    | ■宮舞線 | 丹後由良、西舞鶴方向           | 此站始發                   |
| 1    | ■宮福線 | 大江、福知山方向               | 包括特急                   |
| 4    | ■宮福線 | 大江、福知山方向               | 只限此站始發               |

## 歷史
- 1924年4月12日：日本國有鐵道宮津線（西舞鶴站～本站）開業，終點站。
- 1925年7月31日：宮津線延長至丹後山田站，變為中途站。
- 1985年3月14日：貨物服務取消。
- 1987年4月1日：國鐵分割民營化，車站由西日本旅客鐵道承繼。
- 1988年7月16日：宮福鐵道宮福線開通，作為接駁站。
- 1989年8月1日：宮福鐵道改稱為「北近畿丹後鐵道」。
- 1990年4月1日：宮津線改由北近畿丹後鐵道營運，車站由北近畿丹後鐵道獨自管理，站舍改建。
- 1996年3月16日：宮津線本站～天橋立站及宮福線全線電化。JR西日本特急列車開始駛入。
- 2013年6月28日：北近畿丹後鐵道會社遷至車站站舍二樓。
- 2015年4月1日：北近畿丹後鐵道全線列車營運轉交至WILLER TRAINS，改為京都丹後鐵道的車站。
- 2018年6月7日：站房內開設咖啡室「丹鐵珈琲 114km Cafe」[3]。開店資金乃透過眾籌方式去籌集。

## 利用狀況
| 乗車人員推算 | 乗車人員推算 | 乗車人員推算 |
| 年度         | 宮津線       | 宮福線       |
| ------------ | ------------ | ------------ |
| 1999年       | 1,041        | 388          |
| 2000年       | 1,066        | 321          |
| 2001年       | 1,063        | 329          |
| 2002年       | 545          | 438          |
| 2003年       | 522          | 361          |
| 2004年       | 532          | 340          |
| 2005年       | 551          | 315          |
| 2006年       | 532          | 304          |
| 2007年       | 557          | 325          |
| 2008年       | 458          | 356          |
| 2009年       | 490          | 353          |
| 2010年       | 521          | 321          |
| 2011年       | 440          | 320          |
| 2012年       | 559          | 184          |
| 2013年       | 592          | 219          |
| 2014年       | 548          | 252          |
| 2015年       | 533          | 262          |
| 2016年       | 559          | 233          |
| 2017年       | 540          | 227          |
| 2018年       | 501          | 225          |
| 2019年       | 462          | 210          |

## 相鄰車站
WILLER TRAINS（京都丹後鐵道）
- 特急「橋立」、「丹後接力」、快速「大江山」、「丹後青松」、「通勤快車」停車站

宮舞線、宮豐線（宮津線）
栗田（M13）－宮津（14）－天橋立（T15）
宮福線
宮村（F13）－宮津（14）

## 外部連結
- 京都丹後鐵道宮津站公式網頁。 （页面存档备份，存于）